# Валентино (Асколи Пичено)
Валентино (итал. Valentino) насеље је у Италији у округу Асколи Пичено, региону Марке.
Према процени из 2011. у насељу је живело 36 становника. Насеље се налази на надморској висини од 96 м.